# Šalounova vila
Šalounova vila (také Šalounův ateliér) je někdejší ateliér sochaře Ladislava Šalouna, památkově chráněný objekt ve Slovenské ulici v Praze 10-Vinohradech. Objekt je ve vlastnictví Akademie výtvarných umění v Praze a v říjnu 2007 byl po rekonstrukci znovu otevřen jako výukový prostor pro hostující pedagogy ze zahraničí. V rámci Dnů evropského kulturního dědictví od roku 2010 bývá vila zpřístupňována pro veřejnost.
Budova stojí v Městské památkové zóně Vinohrady, Žižkov, Vršovice.

## Historie
Ladislav Šaloun se rozhodl pro stavbu vlastního ateliéru poté, co zvítězil v soutěži na pomník Mistra Jana Husa na Staroměstském náměstí v Praze, jelikož jeho stávající ateliér na Václavském náměstí by velikostí nevyhovoval rozměrům plánovaného díla. Secesní stavba se symbolistními prvky podle Šalounova vlastního návrhu vznikala v letech 1908–1910 a zkolaudována byla v únoru 1911. Hlavní budova se skládala z vestibulu a velkého a malého ateliéru. V jižní části budovy orientované do svažující se zahrady byl salon, slovácká jizba, technické zázemí a byt správce.
V ateliéru se ve své době scházely osobnosti české kultury jako František Bílek, Otokar Březina, Alfons Mucha, Ema Destinnová, Jan Kubelík, Alois Jirásek, Josef Machar, Jaroslav Vrchlický nebo Josef Váchal. Ten ve svých pamětech zmiňuje „okultistický sklep“, ve kterém se „pořádaly velké seance, hraničící s magickými obřady“.
V roce 1934 byl schválen projekt dostavby obytných prostor podle návrhu Šalounova zetě architekta Josefa Černého. Šalounova vila byla 3. května 1958 prohlášena kulturní památkou. V 80. letech 20. století Šalounovi potomci odprodali ateliérové prostory státu a tím došlo k fyzickému oddělení ateliérové části od původních reprezentativních prostor a zázemí. Při následné přestavbě malého ateliéru byly ztraceny nebo poničeny některé interiérové i exteriérové prvky. V následujících dvou desetiletích objekt chátral.
V roce 2001, kdy ho Akademie výtvarných umění za 7,5 milionu Kč odkoupila od Nadace Českého fondu umění, se už nacházel v havarijním stavu. Rekonstrukce podle projektu architekta Michala Bartoška, jíž předcházely restaurátorské průzkumy, proběhla od září 2006 do září 2007, v nákladu 18,3 milionu Kč.
Šalounovu sochařskou pozůstalost z tohoto ateliéru, čítající na pět desítek skic a modelů soch z hlíny, sádry či bronzu, dědicové roku 2002 darovali do sbírky Národního muzea v Praze.